# Noel Kipre
Noel Dodo Kipre (* 9. April 1972 in Issia, Elfenbeinküste) ist ein ehemaliger ivorischer Fußballspieler auf der Position des Mittelstürmers. Er spielte für Energie Cottbus in der 2. Fußball-Bundesliga.

## Karriere
Kipre spielte in seiner Jugend bei mehreren ivorischen Vereinen. 1998 wurde er von Energie Cottbus verpflichtet. Dort kam Kipre jedoch nur fünfmal in der 2. Fußball-Bundesliga zum Einsatz und gehörte meist nicht zum Kader. Anschließend wechselte er 1999 in die Regionalliga Nordost zum SV Babelsberg 03. Bei Babelsberg spielte Kipre 13-mal und schoss zwei Tore, bevor er im selben Jahr zum Wuppertaler SV ging. Dort blieb Kipre bis 2004 in der ersten Mannschaft. In dieser Zeit schoss er in 119 Spielen 36 Tore. 2004/05 wurde er noch in der zweiten Mannschaft eingesetzt, für die er in der Oberliga 22 Spiele absolvierte und fünf Tore erzielte. 2006 beendete Kipre nach einem kurzen Aufenthalt beim 1. FC Wülfrath seine Karriere vorläufig. Seit 2015 spielt er wieder Fußball. Er gehört der zweiten Mannschaft des VfB 1920 Linz an.
Kipre absolvierte fünf Spiele für die Elfenbeinküste, darunter auch zur Qualifikation für die Fußball-Weltmeisterschaft 1998. Seit 2008 arbeitete er bei mehreren Vereinen in der Jugendabteilung als Trainer. In Linz übernahm er 2017 nach seiner aktiven Karriere bis 2020 das Training der zweiten Mannschaft.